# Jiangsu Dragons
El Jiangsu Nangang Dragons (en chino, 江苏南钢龙) también conocido anteriormente como Jiangsu Dahua es un equipo de baloncesto chino con sede en la ciudad de Nankín, en la provincia de Jiangsu, que compite en la Chinese Basketball Association (CBA). Disputa sus partidos en el Dragons Stadium, con capacidad para 5.000 espectadores.

## Historia
El equipo fue fundado en 1996, participando desde ese año en la CBA. Su mejor temporada fue la 2004-05, en la que llegó a la final, perdiendo por un apretado 3-2 ante Guangdong Southern Tigers. En su última temporada acabó en la tercera posición en la liga regular, cayendo en semifinales de los play-offs ante Xinjiang Flying Tigers.

## Palmarés
- CBA

Finalista(1): 2005

## Jugadores destacados
- Chris Andersen
- Marcus Haislip
- William McDonald
- Greg Oden
- Jackson Vroman
- Antoine Wright
- Jérôme Moïso
- Samardo Samuels
- Dan Gadzuric